# Pákistánské letectvo

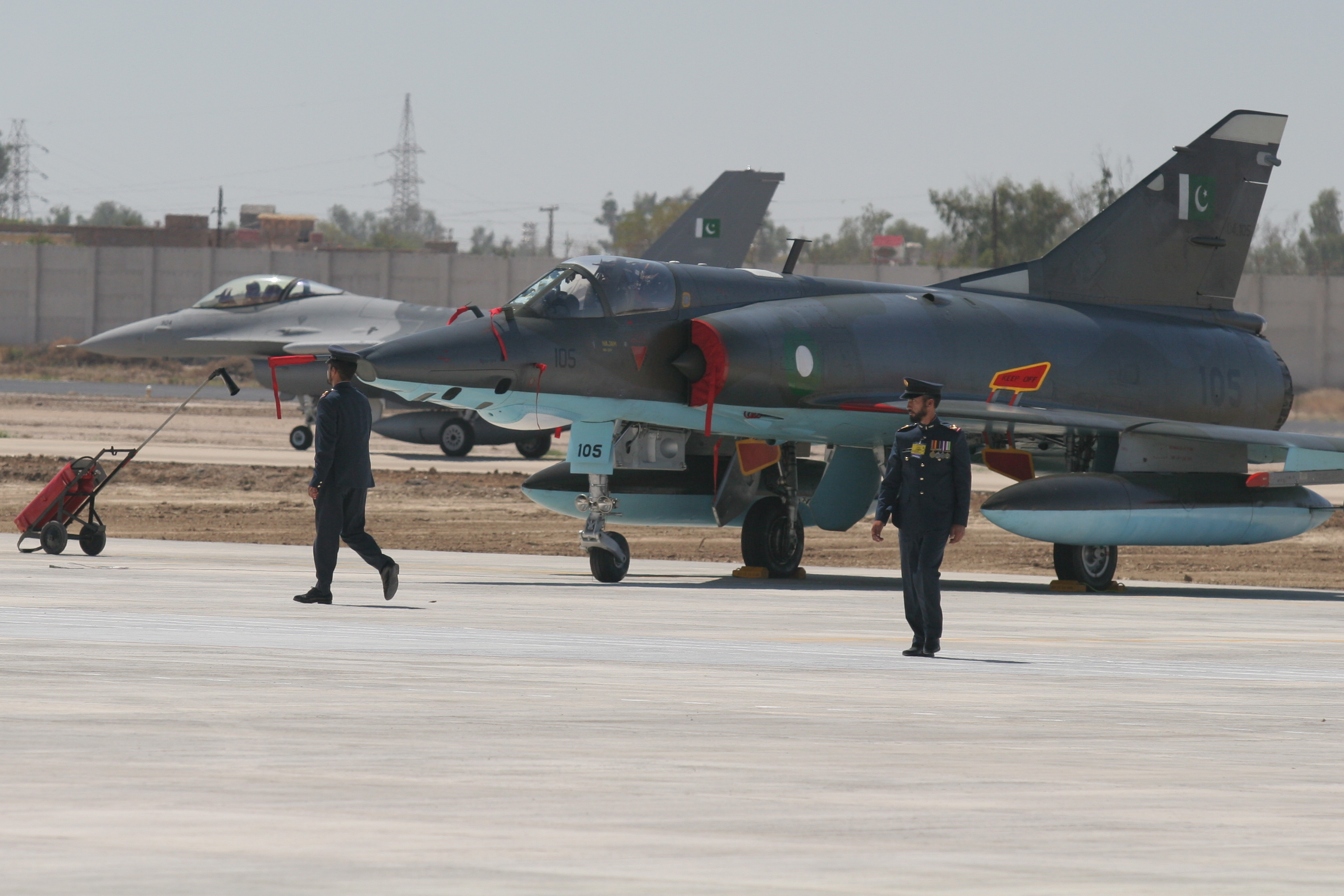
Pákistánská průzkumná Mirage III, v pozadí stíhací F-16C.

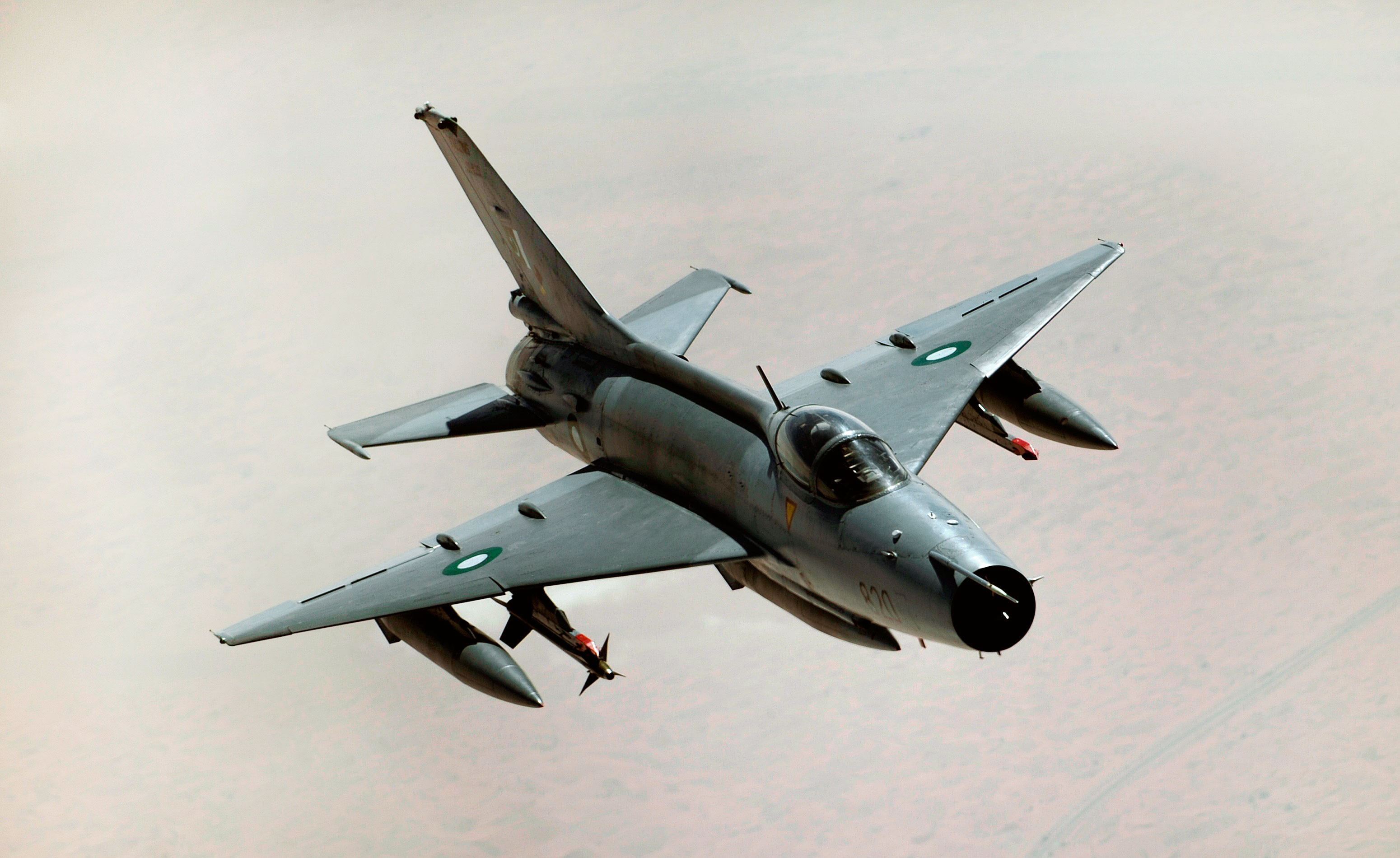
Pákistánský Chengdu F-7.

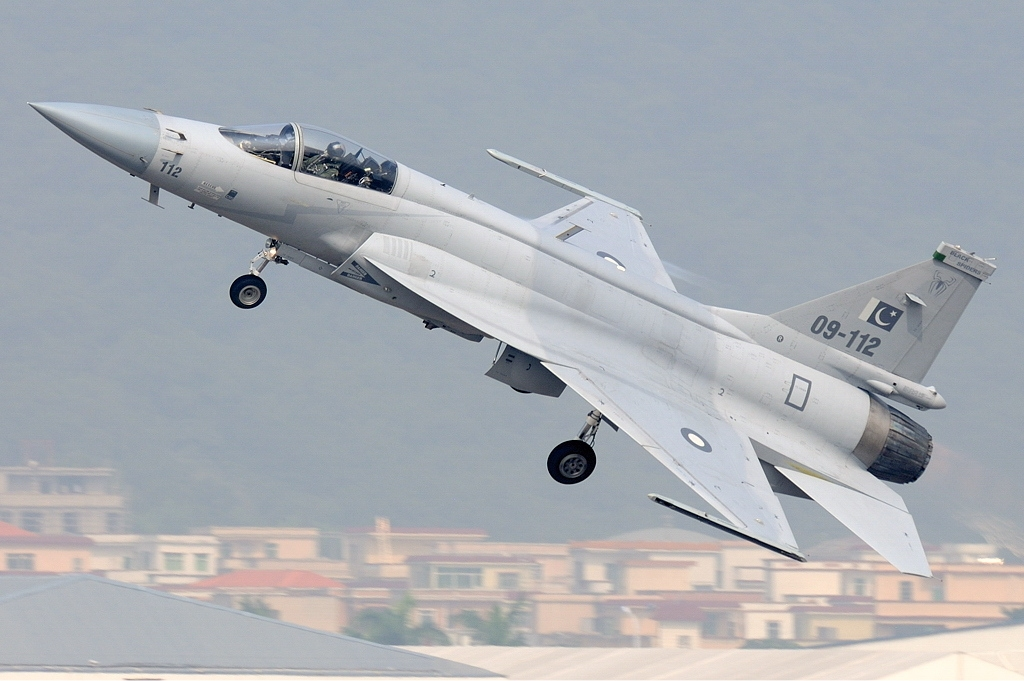
Pákistánský CAC/PAC JF-17 Thunder.

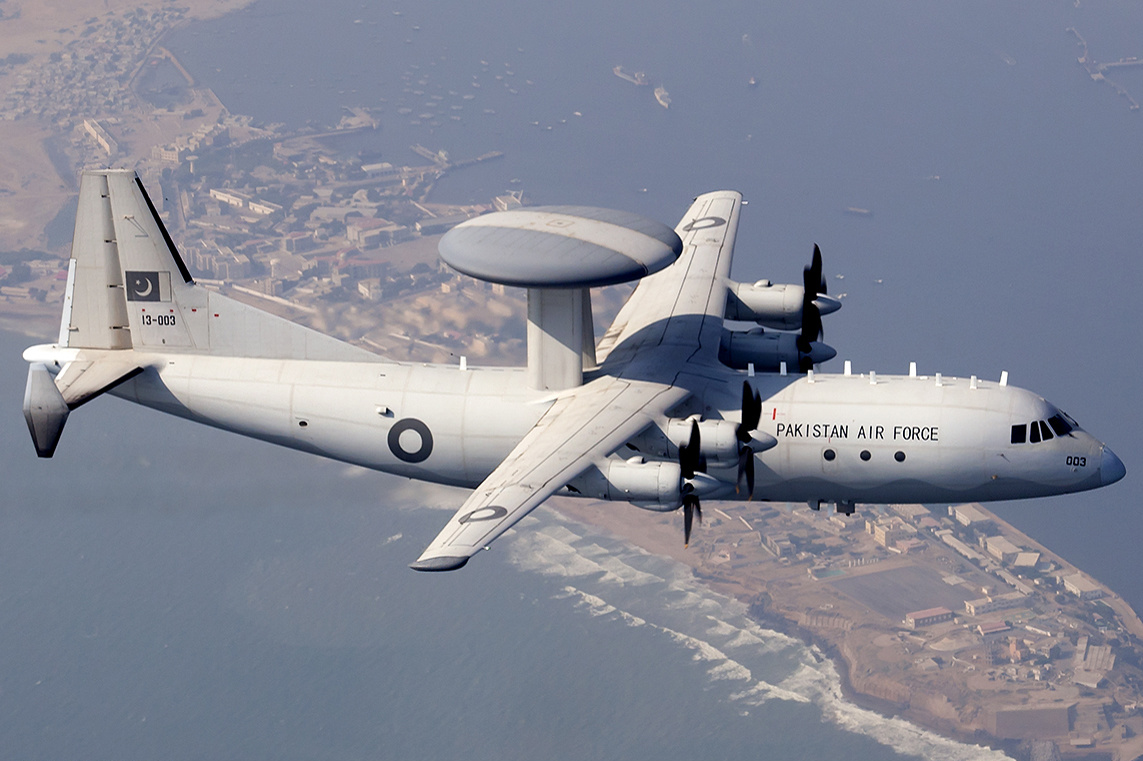
Pákistánský letoun AWACS ZDK-03.

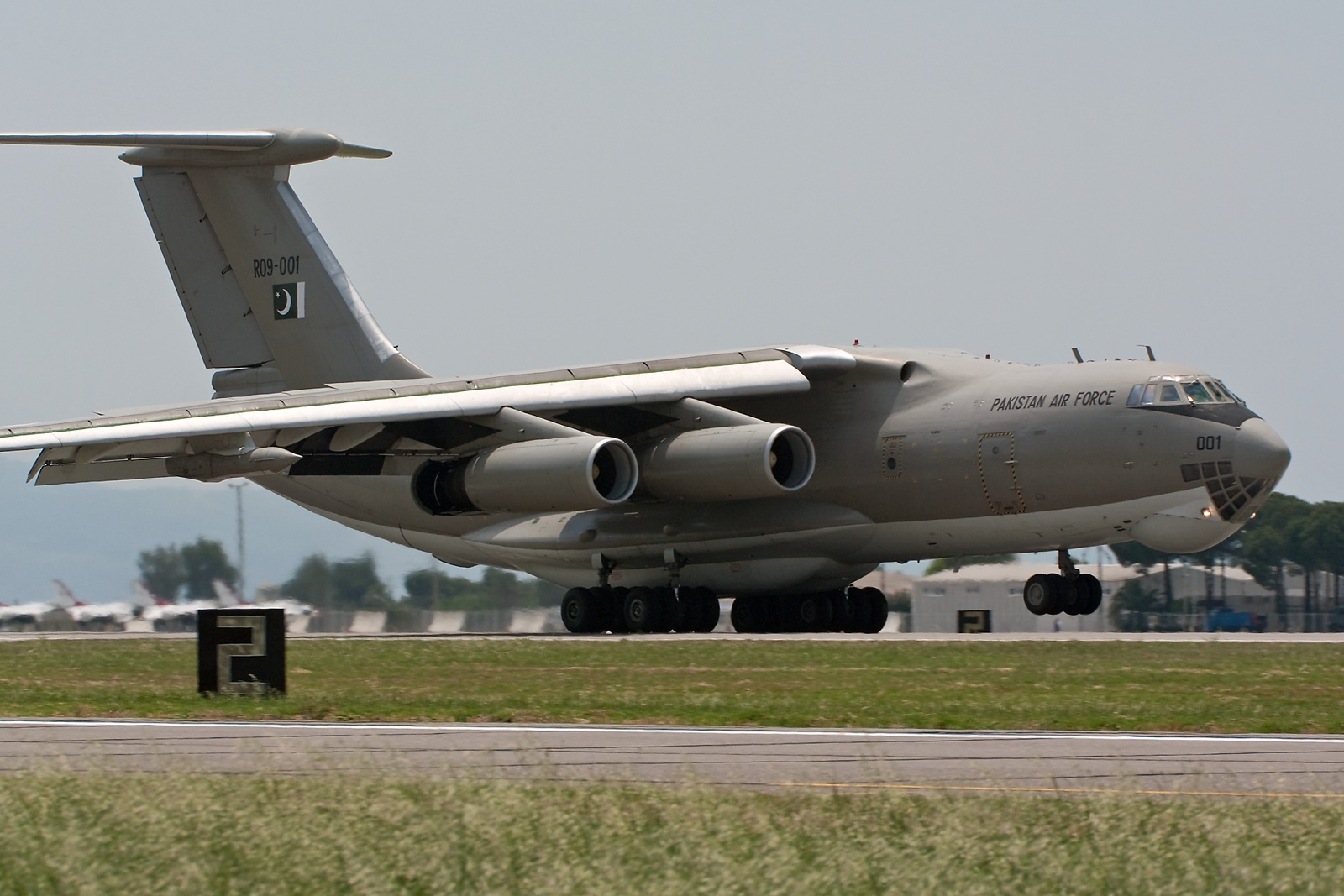
Pákistánský Iljušin Il-78.

Pákistánské letectvo (anglicky Pakistan Air Force, urdsky پاک فِضائیہ‎) je označení pro leteckou složku ozbrojených sil Pákistánu.
Vlastními podpůrnými vzdušnými složkami disponují i Pákistánská armáda a námořnictvo.

## Historie
Pákistánské letectvo bylo založeno, podobně jako další složky ozbrojených sil země, 14. srpna 1947, v souvislosti s vyhlášením nezávislosti Pákistánu na Britské Indii. Původně neslo název Royal Pakistan Air Force (Pákistánské královské letectvo). V momentu svého vzniku disponovalo pouze malým počtem letounů, například stíhacích typů Hawker Tempest, spojovacích a pozorovacích Taylorcraft Auster V, cvičných de Havilland DH.82 Tiger Moth a North American Harvard a 32 Douglas Dakota/Skytrain, z nichž mnohé nebyly letuschopné.
Tyto typy nevyhovovaly potřebám místního vojenského letectva co se týkalo charakteru terénu nad nímž měly operovat, zejména hornatých regionů severního Kašmíru a západního Hindúkuše, v němž musely vzhledem k svým omezeným výkonům užívat na pilotáž náročné letové trasy horskými údolími.

## Přehled letecké techniky
Tabulka obsahuje přehled letecké techniky Pákistánského letectva podle Flightglobal.com.
| Název                                 | Původ                             | Určení                                           | Verze                               | Ve službě      | Poznámky |                |
| Bojové letouny                        | Bojové letouny                    | Bojové letouny                                   | Bojové letouny                      | Bojové letouny | Bojové letouny | Bojové letouny |
| ------------------------------------- | --------------------------------- | ------------------------------------------------ | ----------------------------------- | -------------- | --- | -------------- |
| CAC/PAC JF-17 Thunder                 | Čínská lidová republika/ Pákistán | lehký víceúčelový bojový letoun                  |                                     | 109            | Objednáno dalších 50 kusů. |                |
| Chengdu J-10                          | Čínská lidová republika           | stíhací letoun                                   | J-10CE                              | 6              | Objednáno dalších 19 strojů. |                |
| Dassault Mirage III                   | Francie                           | stíhací letoun/průzkumný letoundvoumístný letoun | Mirage IIIEP/OF/RPMirage IIIBE/D/DP | 6918           | |                |
| Dassault Mirage 5                     | Francie                           | stíhací bombardérdvoumístný letoun               | Mirage 5 EF/F/PAMirage 5DPA2        | 902            | |                |
| General Dynamics F-16 Fighting Falcon | USA                               | víceúčelový bojový letoundvoumístný letoun       | F-16A/CF-16D                        | 4531           | Objednány další 2 kusy.Objednáno dalších 6 kusů.                                                                                 |                |
| Chengdu J-7                           | Čínská lidová republika           | stíhací letoundvoumístný letoun                  | F-7P/PGFT-7                         | 1399           | Čínská kopie typu MiG-21. |                |
| Speciální letouny                     |                                   |                                                  |                                     |                | |                |
| Beechcraft Super King Air             | USA                               | průzkumný letoun                                 | King Air 350 Recce                  | 2              | |                |
| Dassault Falcon 20                    | Francie                           | letoun pro elektronický boj                      |                                     | 2              | |                |
| Iljušin Il-78                         | Sovětský svaz/Rusko               | letoun pro tankování paliva za letu              |                                     | 4              | |                |
| Saab 2000                             | Švédsko                           | letoun včasné výstrahy a varování                | SAAB 2000 AEW                       | 4              | |                |
| Shaanxi Y-8                           | Čínská lidová republika           | letoun včasné výstrahy a varování                | ZDK-03                              | 4              | Y-8 je čínská kopie sovětského An-12, ZDK-03 je exportní verze pro včasnou výstrahu a varování, vyrobená speciálně pro Pákistán. |                |
| Dopravní a transportní letouny        |                                   |                                                  |                                     |                | |                |
| CASA C-295                            | EU                                | taktický transportní letoun                      |                                     | 3              | |                |
| Lockheed C-130 Hercules               | USA                               | taktický transportní letoun                      | C-130B/E/L-100 Hercules             | 16             | |                |
| Saab 2000                             | Švédsko                           | dopravní letoun                                  |                                     | 2              | |                |
| Harbin Y-12                           | Čínská lidová republika           | lehký dopravní/užitkový letoun                   |                                     | 3              | |                |
| Vrtulníky                             |                                   |                                                  |                                     |                | |                |
| Aérospatiale Alouette III             | Francie                           | lehký užitkový vrtulník                          | SE3160                              | 10             | |                |
| Aérospatiale SA 330 Puma              | Francie                           | transportní vrtulník                             |                                     | 1              | |                |
| Bell AH-1 Cobra                       | USA                               | bitevní vrtulník                                 | AH-1F                               | 1              | |                |
| Bell 205                              | USA                               | užitkový/transportní vrtulník                    |                                     | 5              | |                |
| Bell 412                              | USA                               | užitkový/transportní vrtulník                    |                                     | 1              | |                |
| Mil Mi-17                             | Rusko                             | transportní vrtulník                             | Mil Mi-171                          | 6              | |                |
| Cvičná letadla                        |                                   |                                                  |                                     |                | |                |
| Aérospatiale Alouette III             | Francie                           | cvičný vrtulník                                  | SA316                               | 8              | |                |
| Cessna T-37 Tweet                     | USA                               | proudový cvičný letoun pro základní výcvik       | T-37B/C                             | 38             | Objednáno dalších 24 kusů. |                |
| Hongdu K-8 Karakorum                  | Čínská lidová republika           | cvičný proudový letoun                           |                                     | 38             | |                |
| Šenjang J-5                           | Čínská lidová republika           | proudový cvičný letoun                           | FT-5                                | 25             | Dvoumístná verze čínské licenční varianty typu MiG-17.                                                                           |                |
| Šenjang J-6                           | Čínská lidová republika           | proudový cvičný letoun                           | FT-6                                | 9              | Dvoumístná verze čínské licenční varianty typu MiG-19.                                                                           |                |

## Dříve užívaná letadla
- Nanchang A-5 Fantan - vyřazen v březnu 2011[7]
- Lockheed F-104 Starfighter
- Shenyang F-6
- Martin B-57 Canberra
- Hawker Tempest
- de Havilland DH.82 Tiger Moth
- North American Harvard
- Taylorcraft Auster V
- Douglas C-47 Skytrain
- Supermarine Attacker